# Pelecyphora

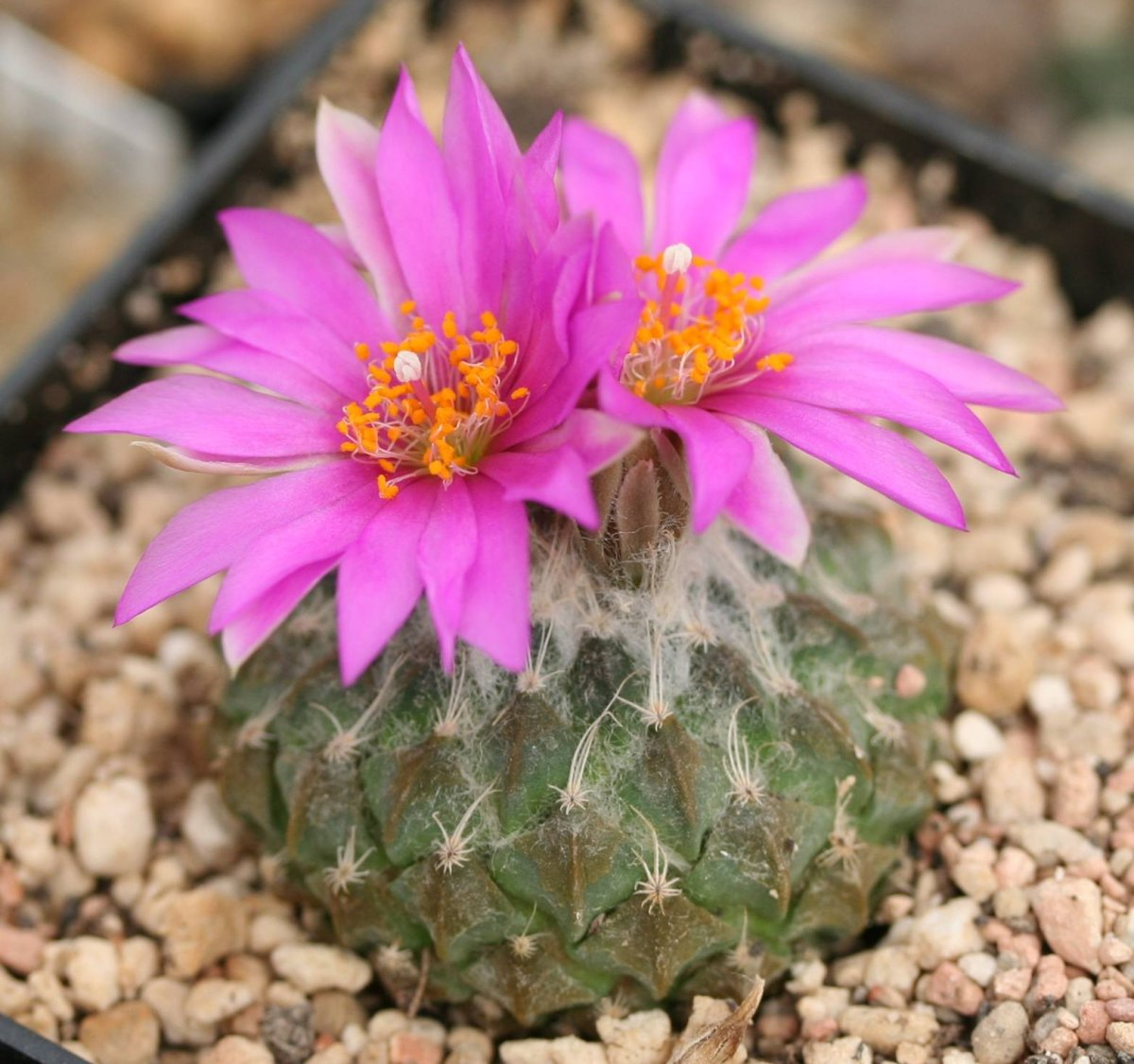
Kwitnący okaz Pelecyphora strobiliformis

Pelecyphora C.Ehrenb. – rodzaj sukulentów z rodziny kaktusowatych. Rodzaj liczy 2 gatunki pochodzące z Meksyku (Nuevo León, San Luis Potosí, Tamaulipas). Obydwa gatunki są rzadkie a ich głównym zagrożeniem jest pozyskiwanie roślin z naturalnych stanowisk w celach handlowych oraz niszczenie siedlisk (kopalnie, szosy, urbanizacja).

## Systematyka
Synonimy
Encephalocarpus A.Berger
Pozycja systematyczna według APweb (aktualizowany system APG III z 2009)
Należy do rodziny kaktusowatych (Cactaceae) Juss., która jest jednym z kladów w obrębie rzędu goździkowców (Caryophyllales) i klasy roślin okrytonasiennych. W obrębie kaktusowatych należy do plemienia Cereae, podrodziny Cactoideae.
Pozycja w systemie Reveala (1993-1999)
Gromada okrytonasienne (Magnoliophyta Cronquist), podgromada Magnoliophytina Frohne & U. Jensen ex Reveal, klasa Rosopsida Batsch, podklasa goździkowe (Caryophyllidae Takht.), nadrząd Caryophyllanae Takht., rząd goździkowce (Caryophyllales Perleb), podrząd Cactineae Bessey in C.K. Adams, rodzina kaktusowate (Cactaceae Juss.), rodzaj Pelecyphora C.Ehrenb.
GatunkiGatunki
- Pelecyphora asselliformis C.Ehrenb.
- Pelecyphora strobiliformis (Werderm.) Frič & Schelle (syn. Encephalocarpus strobiliformis (Werderm.) A.Berger)

Dwa kolejne gatunki zostały przeniesione do rodzaju Turbinicarpus: Turbinicarpus pseudopectinatus (Backeb.) Glass & R. C. Foster (syn. Pelecyphora pseudopectinata Backeb.), Turbinicarpus valdezianus (H. Möller) Glass & R. C. Foster (syn. Pelecyphora valdeziana H. Möller).